# Resolució 728 del Consell de Seguretat de les Nacions Unides
La Resolució 728 del Consell de Seguretat de les Nacions Unides, fou adoptada per unanimitat el 8 de gener de 1992 després de recordar resolucions 668 (1990), 717 (1991) i 718 (1991), el Consell va donar la benvinguda a la implementació per part de totes les parts de l'acord a París el 23 d'octubre de 1991, però va expressar la seva preocupació per l'existència de mines terrestres a Cambodja.
El Consell va prendre nota de l'establiment d'un programa de sensibilització sobre les mines mitjançant un informe del Secretari General de les Nacions Unides a la resolució 717 i que els acords permeten a l'Autoritat Transitòria de les Nacions Unides a Cambodja ajudar en el procés de desminatge i dur a terme programes de formació. També va demanar al Consell Nacional Suprem de Cambodja que cooperés amb la Missió Avançada de les Nacions Unides a Cambodja amb el seu ampli mandat de desminar i capacitar la població local, i va tornar a cridar a totes les parts per observar l'alto el foc.